# 우리들 뜨거운 노래 (1993년 드라마)
《우리들 뜨거운 노래》는 1993년 3월 1일 ~ 1993년 5월 4일까지 방송된 SBS 월화 드라마이며 재수생 출신 4명의 배우(김미현 이규복 공형진 이연수)가 재수생 역으로 발탁된 데다 전직(이낙훈) 현직(강부자) 국회의원이 처음으로 같은 드라마에 출연하여 화제가 됐다.
한편, 지나친 경범죄 위반행위가 지적되기도 했다.

## 출연진
- 신애라 : 민재희 역
- 김미현 : 민재경 역
- 이영범 : 민정민 역
- 김명수 : 석호 역
- 이낙훈 : 민필훈 역
- 박인환 : 민찬호 역
- 선우용여 : 찬호의 아내 역
- 강부자 : 박 여사 역
- 태민영
- 김선경
- 박지영 : 안영미 역
- 박순천
- 윤덕용
- 문창길
- 송희남
- 신귀식
- 김일우 : 민우 역
- 이규복 : 고명필 역
- 공형진 : 한형수 역
- 이연수 : 신미혜 역
- 양영준
- 이미경
- 유명순
- 박근희
- 이진아
- 최준용
- 서정우
- 노석래
- 정상준
- 김희정
- 김용현
- 김준범
- 김다은 (아역)
- 옥승일
- 박승호
- 최양락, 이봉원 (18회 특별출연)